# Schlacht bei La Rothière
Frühjahrsfeldzug 1813
Lüneburg – Möckern – Halle – Großgörschen – Gersdorf – Bautzen – Reichenbach – Nettelnburg – Haynau – Halberstadt – Luckau
Herbstfeldzug 1813

Großbeeren – Katzbach – Dresden – Hagelberg – Kulm – Dennewitz – Göhrde – Altenburg – Wittenberg – Wartenburg – Liebertwolkwitz – Leipzig – Torgau – Hanau – Hochheim – Danzig
Winterfeldzug 1814

Épinal – Colombey – Brienne – La Rothière – Champaubert – Montmirail – Château-Thierry – Vauchamps – Mormant – Montereau – Bar-sur-Aube – Soissons – Craonne – Laon – Reims – Arcis-sur-Aube – Fère-Champenoise – Saint-Dizier – Claye –  Paris
Sommerfeldzug von 1815

Quatre-Bras – Ligny – Waterloo – Wavre – Paris
Die Schlacht bei La Rothière fand am 1. Februar 1814 im Tal der Aube südlich von Brienne statt. Es war eine der ersten Schlachten des Winterfeldzuges 1814. In der Schlacht stand die französische Armee unter Napoleon einer zahlenmäßig weit überlegenen Armee der Koalitionstruppen unter dem preußischen Marschall Blücher gegenüber. Nach der Schlacht zog sich Napoleon über die Brücke bei Lesmont zunächst nach Westen bis Troyes zurück. Obwohl die Koalitionstruppen unter Befehl eines preußischen Kommandierenden standen, nahmen an dieser Schlacht keine preußischen Truppen teil außer Blüchers Stabswache und 2.000 Reitern unter dem Fürsten Biron von Curland.

## Vorgeschichte
Zu Beginn des Jahres 1814 stand Napoleon mit dem Rücken zur Wand. Seine Lage schien aussichtslos, aber die Alliierten waren nach der Schlacht von Leipzig zerstritten. Um ihr Gesicht zu wahren, bot Metternich Napoleon im November 1813 die natürlichen Grenzen Frankreichs als Verhandlungsbasis an. Napoleon zögerte, nahm dann aber zur Überraschung aller die Bedingungen an. In Großbritannien gab es unterdessen Bedenken, da die „natürlichen Grenzen“ unweigerlich mit dem britischen Beharren auf einem neutralen Belgien kollidieren mussten. Castlereagh, der britische Außenminister, reiste beunruhigt nach Basel. Dort konnte er Metternich überzeugen den Krieg fortzusetzen. Anfang 1814 verkündete Metternich, dass die Bedingungen der „natürlichen Grenzen“ nicht mehr in Frage kämen und dass Frankreich die Grenzen von vor 1792 akzeptieren müsse. Nach der Schlacht bei Brienne, am 29. Januar 1814 hatten sich Koalitionstruppen unter Blücher in günstigere Stellungen in der Umgebung des Ortes Trannes südlich von Brienne zurückgezogen. Mit der Böhmischen Armee unter Karl Philipp zu Schwarzenberg, die sich von Chatillon-sur-Seine, Bar-sur-Aube und Neufchâteau näherte, standen den Alliierten 150.000 Mann zur Verfügung.

## Auftakt
Nachdem ihre Armeen in der Nähe von Trannes aufeinander getroffen waren, beschlossen Blücher und Schwarzenberg, am 1. Februar einen Angriff auf Napoleon zu starten. Blücher erhielt das direkte Kommando über 53.000 Mann – zwei eigene Korps, die durch zwei Korps aus Schwarzenbergs Armee verstärkt wurden. Von Wrede verpflichtete sich mit seinen 25.000 Mann gegen die linke französische Seite vorzugehen, und Blücher wurde mitgeteilt, dass er im Notfall von Barclay de Tolly und der russischen Reserve (33.000 Mann) unterstützt werden würde. Am Morgen des 1. Februar setzten sich daher rund 110.000 alliierte Soldaten in Bewegung und marschierten von Trannes aus nach Norden. Napoleon, dem es an zuverlässigen Informationen fehlte, begann zu glauben, dass die Alliierten versuchten, ihn in der Nähe von La Rothiére festzusetzen, während sie ihren Hauptangriff anderswo starteten. Berichte über feindliche Bewegungen südlich von Troyes ließen vermuten, dass Schwarzenberg seinen eigentlichen Angriff in dieser Richtung durchführen wollte, während Blücher in der Gegend von Trannes für Ablenkung sorgte. Am 1. Februar um 10.00 Uhr gab Napoleon daher den Befehl für eine allgemeine Bewegung auf Troyes, wobei Marmont den Auftrag erhielt, Lesmont zu besetzen. Die Divisionen von Ney setzten sich sofort auf der Straße durch Brienne in Bewegung. Überraschend meldete Marschall Victor am Mittag große feindliche Bewegungen in der Nähe von Trannes und Eclance, die einen Angriff anzukündigen schienen. Obwohl er immer noch glaubte, dass es sich um einen Bluff von Blücher handelte, beschloss Napoleon, bis zur endgültigen Klärung der Lage die Stellung zu halten.

### Die Bewegungen der weiteren Korps der Böhmischen Armee in der Zusammenfassung
| Truppenteil                                 | Truppenstärke                                                                                   | Position am 29. Januar 1814                               | am 30. Januar 1814                                        | am 31. Januar 1814 abends oder 1. Februar 1814 früh morgens |
| ------------------------------------------- | ----------------------------------------------------------------------------------------------- | --------------------------------------------------------- | --------------------------------------------------------- | ----------------------------------------------------------- |
| Korps Gyulay (Österreich)                   | 15.000 (ca. 3.000 hiervon blieben zurück in Vendeuvre, um die Straße nach Troyes zu blockieren) | von Vendeuvre-sur-Barse bis Bar-sur-Aube                  | Bar-sur-Aube                                              | von Arsonval bis Bossancourt                                |
| Korps des Kronprinzen Wilhelm (Württemberg) | 14.500                                                                                          | Bar-sur-Aube                                              | von Maisons bis Fresnay                                   | Eclance                                                     |
| Korps Wrede (Bayern, Österreich)            | 25.000                                                                                          | Joinville                                                 | Joinville                                                 | Doulevant                                                   |
| Korps Colloredo (Österreich)                | 15.500                                                                                          | Bar-sur-Seine                                             | auf dem Marsch von Bar-sur-Seine nach Vendeuvre-sur-Barse | Vendeuvre-sur-Barse                                         |
| Die russischen Grenadiere                   | 11.500                                                                                          | Chaumont                                                  | Colombey-les-Deux-Églises                                 | Bar-sur-Aube                                                |
| Die russischen Kürassiere                   | 8.500                                                                                           | Chaumont                                                  | Colombey-les-Deux-Églises                                 | Bar-sur-Aube                                                |
| Die russischen und preußischen Garden       | 20.000 (13.000 Russen, 7.000 Preußen)                                                           | auf dem Marsch von Langres nach Colombey-les-Deux-Églises |                                                           |                                                             |
| Summe kampffähiger Truppen                  | 110.000                                                                                         |                                                           |                                                           |                                                             |

### Die Aktionen der französischen Armee bis zum Vorabend der Schlacht
Bis zum Abend des 30. Januar 1814 hatten die einzelnen Korps der französischen Armee diejenigen Stellungen bezogen, die sie auch zu Beginn der Schlacht innehatten: Das XI. Korps (General Gérard) hatte Dienville besetzt, das II. Korps (General Victor) La Rothière und die Dörfer Petit-Mesnil, La Giberie, Chaumesnil. Nur der linke, östliche Flügel war noch nicht besetzt, da das VI. Korps (General Marmont) noch nicht eingetroffen war. Napoleon ordnete unverzüglich an, dass die Brücke über die Aube in Lesmont wiederherzustellen sei. Diese hatte die Nachhut des russischen Korps Sacken am Vortage zerstört. Die Wiederherstellung erwies sich aber als nicht einfach und zog sich bis zum späten Abend des 31. Januar hin. Zwar standen der französischen Armee für einen möglichen Rückzug über die Aube auch die Brücke in Dienville und eine westlich von Brienne-la-Vieille zur Verfügung, aber die letztere erschien zu klein und die erstgenannte lag in der Reichweite der gegnerischen Geschütze. Ein Rückzug nach Norden oder Nordosten verbot sich, da dort bereits das preußische I. Korps (General Yorck) und die Korps Wrede und Wittgenstein der Böhmischen Armee eingetroffen waren. Am Vortag der Schlacht, besichtigte Napoleon seine Truppen am Nachmittage und ordnete an, ein Bataillon des Korps Victor den südlich von La Giberie gegenüber von Eclance gelegenen Wald von Beaulieu besetzen solle. Danach zog sich Napoleon wieder auf das Château Brienne zurück und wartete auf das Eintreffen von Marmont.
Am 29. Januar 1814 lag das VI. Korps noch in Saint-Dizier. Als Marmont erfuhr, dass sich preußische und russische Truppen näherten, verließ sein Korps mit Ausnahme mehrerer hundert Mann unter General Lagrange die als Nachhut zurückblieben, Saint-Dizier und zogen nach Süden bis Wassy. Als das preußische I. Korps am nächsten Tage Saint-Dizier einnahm, rettete sich Lagrange mit seinen Männern ebenfalls nach Wassy. Die Koalitionstruppen rückten aber nach, so dass sich Marmont mit seiner Truppe nach Montier-en-Der zurückziehen musste. Am Morgen des 31. Januar 1814 marschierte das Korps weiter, ließ dabei 400 Reiter in Montier-en-Der zurück, um den Ort zu halten. Diese wurden im Laufe des Tages von den Preußen, die ihnen nachgestellt hatten, angegriffen; 150 Franzosen wurden gefangen genommen, der Rest schlug sich über Lesmont durch nach Pougy, wo sie wieder auf ihr Korps trafen.

Das stark geschrumpfte VI. Korps (General Marmont) hatte am 31. Januar 1814 nur noch ein paar tausend Mann, aber 40 Kanonen bei sich, die sich über verbrauchte Wege nicht transportieren ließen. Die direkte Straße nach Brienne, auf der die französische Armee schon am 29. Januar 1814 gezogen war, erwies sich als unbrauchbar. So schlug das Korps den Umweg über Soulaines-Dhuys ein. In Soulaines trafen die Franzosen auf die Reiter des Grafen Pahlen, die sie für Kosaken hielten und die auf dem Wege waren zu ihrem Korps Wittgenstein, dessen Vorhut sie wieder bilden sollten. Graf Pahlens Reiter zogen sich in Sichtweite zurück, was den Franzosen aber keine Sicherheit brachte, da starke Kontingente des Korps Wrede aus dem Osten heranrückten. Ein heftiges Schneegestöber und die hereinbrechende Dunkelheit ermöglichte es den Männern Marmonts, sich abseits der Straße auf Waldwegen nach Westen abzusetzen. Um 1:00 Uhr morgens am 1. Februar 1814 erreichten sie Morvilliers, von wo Marmont einen Kurier zu Napoleon im Château Brienne sandte. Der Kurier kehrte um 8:00 Uhr morgens mit detaillierten Befehlen für die bevorstehende Schlacht zurück, die Marmont nie mehr ausführen konnte.

## Das Schlachtfeld

### Wetter
Am 1. Februar 1814 herrschte nachmittags während der Schlacht starker Schneefall. Dieser war zeitweise so stark, dass die Gefechtshandlungen zum Erliegen kamen. Durch das unbillige Wetter war das Gelände schwer und aufgeweicht, mit der Folge, dass beide Seiten ihre Geschütze nur unter großen Anstrengungen manövrieren konnten. Dies behinderte zunächst die angreifenden Koalitionstruppen. Später führte es dazu, dass die französischen Truppen ihre Geschütze nicht hinreichend schnell zurücknehmen konnten. So eroberten die Koalitionstruppen in dieser Nacht mehr als siebzig französische Geschütze (nach französischen Angaben 54 Geschütze). Die feuchte Witterung hatte auch zur Folge, dass die Pulverpatronen feucht wurden und die Gewehre als Schusswaffen unzuverlässig wurden. Daher kam es in dieser Schlacht zu vielen Bajonettangriffen und Kämpfen mit den Hieb- und Stichwaffen.

### Topografie

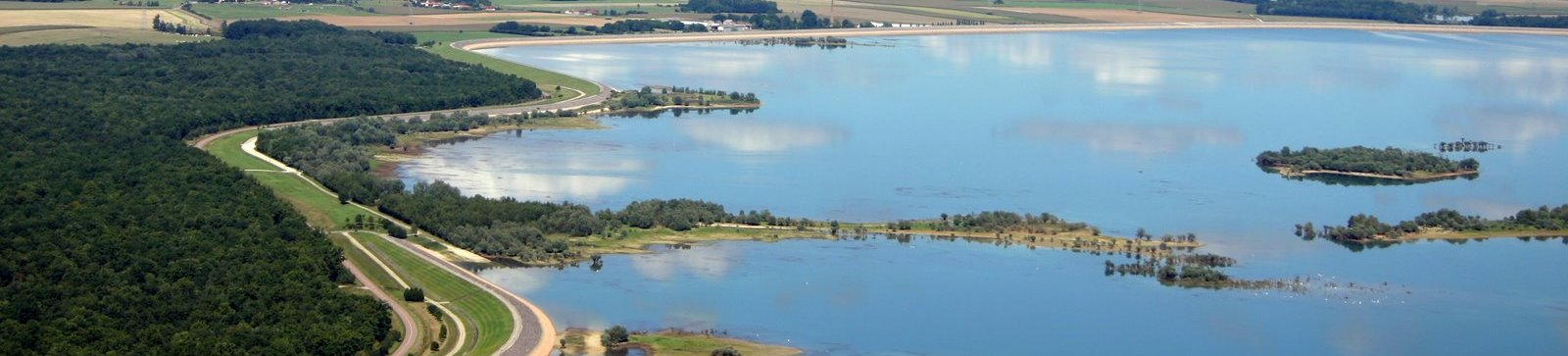
Der Stausee «Lac du Temple» bei Dienville, der heute den Wasserstand der Aube reguliert:
diesen See gab es 1814 noch nicht.
Es ist zu beachten, dass sich durch die Hochwasserregulierung im 20. Jahrhundert das Landschaftsbild an der Aube stark verändert hat.

Die Aube fließt zwischen Trannes und Perthes-lès-Brienne am westlichen Rand einer weiten und damals sehr feuchten Ebene in nordnordwestlicher Richtung. Bei Trannes treten von Osten bewaldete Höhen an den Fluss heran, und das Tal ist dort noch eng, weitet sich dann aber bis Brienne sehr.
Die Hauptstraßen, die man heute vorfindet, gab es 1814 bereits:
- Die Straße von Brienne nach Süden über La Rothière und Trannes (heute D396),
- die Straße von Lesmont nach Brienne-le-Château und weiter nach Südosten über Chaumesnil La Chaise Soulaines-Dhuys,
- die Straße von Brienne-le-Château direkt südwärts nach Dienville.

Diese Straßen waren damals wegen des feuchten Grundes zum Teil über Dämme geführt. Die Strecke von Dienville ostwärts über La Rothière nach Petit-Mesnil beträgt 4,5 Kilometer, das Schlachtfeld war also von einiger Ausdehnung. Zwischen den Dörfern Eclance östlich von Trannes und La Giberie östlich von La Rothière lag der Wald von Beaulieu. Brücken über die Aube gab es in Lesmont, Dienville und Unienville und noch eine kleinere westlich von Brienne-la-Vieille. Die Brücke bei Lesmont war am 29. Januar 1814 von den Russen zerstört worden und musste vor jeder Benutzung von den Franzosen erst instand gesetzt werden. Die gelang ihnen erst bis zum späten Abend des 1. Februar 1814. Das westliche Ufer der Aube liegt südlich von La Rothière höher als das östliche Ufer und gab daher den Truppen, die es besetzen konnten, eine überlegene Position.

## Aufstellung

### Frankreich
Napoleon hatte seine Infanterie in den Dörfern konzentriert, die stark besetzt waren. Die Räume dazwischen sollte die Kavallerie decken. In der Mitte bei La Rothière befand sich das II. Korps unter General Victor. Die Infanteriedivision unter General Duhesme hatte mit einer Brigade den Ort besetzt, eine weitere stand nördlich dahinter. La Rothière am nächsten befand sich Oberst Forestier mit 1.900 Mann mit jeweils zwei Bataillonen in den Dörfern Petit-Mesnil und Chaumesnil, und ein Bataillon vorgeschoben im Wald von Beaulieu nördlich von Eclance. Nordöstlich davon stand das VI. Korps unter Marschall Marmont mit 8200 Mann im Raum von Chaumenil bis Movilliers.

Auf dem rechten Flügel hielt das XI. Korps unter General Gérard mit 6.900 Mann das Dorf Dienville und die Brücke über die Aube dort besetzt. Die Division Ricard in Dienville die Division Dufour dahinter. Als Reserve stand das III. Korps unter Marschall Ney mit 11.300 Mann bei Brienne-la-Vieille bereit. Das Kavallerie-Korps unter Marschall Grouchy stand nördlich von Petit Mesnil und westlich von Chaumenil. Die acht Schwadronen leichte Kavallerie unter Picquet deckten den Raum zwischen Dienville und La Rothière und die Gardekavallerie unter Nansouty den Raum östlich von La Rothière bis Petit Mesnil.

Plan der Schlacht nach Alison

### Koalitionstruppen
Die Mitte in Trannes bildete das russische Korps Sacken, verstärkt um das wesentlich kleinere Korps Olsufiew, das südlich dahinter stand. Noch weiter südlich bei Bossancourt stand das österreichische Korps unter Gyulay. Östlich stand bei dem Dorf Éclance das Korps des Kronprinzen Wilhelm von Württemberg. Aus dem Osten von Soulaines-Dhuys näherte sich das bayrisch-österreichische Korps Wrede. Als Reserve standen die russischen Grenadiere bereit, noch weiter im Süden die russischen und preußischen Garden, die aber nicht zum Einsatz kamen. Die Mannstärke der Koalitionstruppen übertraf die napoleonische Armee um das Doppelte.

## Die Schlacht

### Der Angriff auf La Rothière
Nachdem Schwarzenberg und Blücher gegen 12:00 Uhr letzte Befehle ausgetauscht hatten, gab Blücher eine Stunde später das Signal zum Angriff. General Sacken der den Angriff im Zentrum durchführte hatte seine Truppen, die entlang der Straße von Trannes nach La Rothière vorrücken sollten in zwei Kolonnen geteilt. Auf der rechten Seite die 10., 27. und 16. russische Infanterie-Division unter General Liewen und auf der linken Seite die 7. und 18. russische Infanterie-Division unter General Schtscherbatow. Aufgrund des aufgeweichten Bodens ging der Vormarsch äußert langsam voran. Darüber hinaus mussten die russischen Artilleristen feststellen, dass ihre Geschütze am Vortag im Boden eingesunken und über Nacht dort festgefroren waren. Sie ließen sich nicht bewegen und waren so nutzlos. Der zuständige General Nikitin erbat sich von Blücher die Erlaubnis, zunächst nur mit der Hälfte seiner 72 Geschütze vorzurücken, dafür aber alle verfügbaren Pferde einzusetzen. Mit doppelter Bespannung Bei ihrem Vormarsch entlang der Straße versuchte Nikitin, die Vorhut der Infanterie einzuholen. Um auch die übrigen Geschütze rechtzeitig heranholen zu können, setzte die Artillerie ihre Bewegung fort und nahm links und rechts der Straße Aufstellung. Als General Victor dies bemerkte gab er Nansouty den Befehl für eine Kavallerieattacke. Die Attacke wurde mit Kartäschen abgeschlagen, worauf sich die Gardekavallerie gegen die vorrückende Infanterie wandte. Die 2. russische Hussaren-Division (Generalleutnant Lanskoy), die zur Unterstützung herbeieilte, wurde von den französischen Garde-Kavalleristen noch abgewiesen, als sie aber von der 3. russischen Dragoner-Division (Generalmajor Pantschulidschew) angegriffen wurden, zogen sie sich fluchtartig bis Brienne-la-Vieille zurück. Die russischen Truppen rückten weiter bis auf La Rothière und vertrieben die meisten der französischen Soldaten der Division Duhesme daraus.

### Der Angriff auf La Giberie
Im Osten, auf dem rechten Flügel der Koalitionstruppen hatte das IV. Korps (Kronprinz Wilhelm) die Aufgabe übernommen, von Eclance aus noch Norden vorzugehen, die Franzosen aus dem Wald zu vertreiben und dann zunächst den kleinen Ort La Giberie anzugreifen. Kronprinz Wilhelm sandte seine Pioniere voraus, die an den ungünstigsten Wegstrecken Knüppeldämme bauten, um Pferde und Geschütze durch den Wald zu bringen. Die schweren Geschütze hatten die Württemberger wegen des schlechten Wetters und der unbefestigten Wege bereits in Bar-sur-Aube zurückgelassen.

Es dauerte lange, bis eine nennenswerte Zahl württembergischer Truppen durch den Wald waren. Zwar gelang es ihnen dabei, alle Franzosen aus diesem Gelände zu vertreiben, diese sammelten sich aber darauf in La Giberie. Sobald die Württemberger aber den nördlichen Waldrand vor La Giberie erreichten, gerieten sie in das Artilleriefeuer französischer Geschütze, die nordwestlich des Ortes an der Straße nach Petit-Mesnil standen. Da Kronprinz Wilhelm seine Truppen daher am Waldrand nicht warten und sich sammeln lassen konnte, war er gezwungen La Giberie schon mit den wenigen Bataillonen der Vorhut anzugreifen. Der Angriff gelang und die Franzosen wurden aus dem Ort gedrängt, wenig später traf aber für sie bereits Verstärkung aus Petit-Mesnil ein: Alle verfügbaren Truppen der Division Forestier wurden nach La Giberie gesandt und eroberten den Ort zu einem großen Teil zurück.

Zar Alexander hatte einen hohen Offizier seines Stabes zu Kronprinz Wilhelm gesandt, um den er sich sorgte. Der Grund lag darin, dass Kronprinz Wilhelm ein Vetter des Zaren war. Dieser russische Stabsoffizier begab sich nun zum Zaren und bat um Unterstützung für die Württemberger. Zar Alexander ordnete daraufhin ohne weitere Absprache, aber mit Wissen des Fürsten Schwarzenberg an, dass die Grenadier-Division Tschoglikow die Württemberger zu unterstützen hätte. Diese Grenadier-Division scheiterte aber an den schlechten Wegen und erreichte La Giberie nicht mehr rechtzeitig, um in das Gefecht dort eingreifen zu können.

### Der Angriff auf Dienville
Der linke, westliche Flügel der Koalitionstruppen, der durch das österreichische Korps Gyulay gebildet wurde, bewegte sich auf Dienville zu: Hierzu marschierten die Österreicher zunächst hinter den Russen auf der Hauptstraße nach La Rothière und schwenkten dann links in Richtung Unienville. Dort bemerkte man sofort, dass dieser Ort, der am westlichen Ufer der Aube liegt, von Franzosen besetzt war und weitere französische Truppen links der Aube auf dem Marsch nach Dienville waren. Die österreichische Division Fresnel ging, unterstützt von leichter Kavallerie und einer Batterie Artillerie, über den Fluss, eroberte das Dorf Unienville und besetzten das westliche Hochufer der Aube. Dann aber kamen die Österreicher mit den Franzosen, die von Dienville in größerer Zahl heranrückten und sich bald heftig wehrten, in ein Gefecht, das sich längere Zeit hinzog.

Erst gegen 17:00 Uhr hatten die Österreicher Dienville auf beiden Seiten der Aube erreicht und erhielten auch unmittelbar darauf durch einen Adjutanten des Fürsten Schwarzenberg den Befehl zugestellt, dieses Dorf einzunehmen. Das erwies sich als schwierig, da sich die Franzosen der Division Ricard ihre Stellungen gut befestigt hatten. Die Brigade Boudin hatte auf der Brücke Barrikaden errichtet und die zweite Brigade Pelleport stand im Dorf rechts der Aube mit der trutzigen Kirche im Mittelpunkt ihrer Stellungen. Wieder und wieder ließ Fresnel seine Österreicher gegen die Brücke stürmen, konnte sie aber nicht erobern. Die wenigen Österreicher, die bis zu den Barrikaden vordrangen, ließen im feindlichen Gewehrfeuer ihr Leben.

### Das Eingreifen des bayerisch-österreichischen Korps Wrede
General Wrede hatte mit seinem Korps um 10:00 Uhr morgens seinen Marsch auf Brienne fortgesetzt und erreichte gegen 13:00 Uhr zunächst das im Wald gelegene La Chaise. Ein französischer Posten, der dort Stellung bezogen hatte, wurde vertrieben. Als die Truppen aus dem Wald herauskamen, trafen sie auf Teile des VI. Korps (General Marmont), das die Orte Morvilliers, mit der Brigade Fournier der Division Lagrange, und Chaumesnil mit der Brigade Joubert besetzt hielt. Zwischen den Orten stiftete die französische Kavallerie unter Doumerc Unruhe. Das Korps hatte nur eine geringe Stärke, verfügte aber allein über 40 Kanonen, die es wirkungsvoll einsetzte, obwohl schon zu Anfang der Kampfhandlungen eine seiner Batterien von österreichischen Ulanen erobert wurde, ehe sie einen Kanonenschuss abgeben konnte. Als erstes eroberte die bayerische Division La Mothe das Gehöft Beauvoir 2 km östlich von Chaumesnil und die Österreicher unter Hardegg besetzten – unterstützt von bayerischer Infanterie – das nördlich davon gelegene Petit Morvilliers. Danach gingen die Kampfhandlungen für einige Zeit in ein Artillerieduell über.

General Wrede entschied in konsequenter Weise als Nächstes das Dorf Chaumesnil anzugreifen, das an der Straße nach Brienne lag, und dessen Einnahme den Weg in den Rücken der Franzosen freimachen würde. Chaumesnil wurde kurz nach 16:00 Uhr erobert, nachdem auch die restlichen Truppen des Korps Wrede auf dem Gefechtsfeld eingetroffen waren. Die Franzosen, die den Ort gehalten hatten, versuchten nach Morvilliers weiter im Norden zu entkommen. Bei der Verfolgung wurden Bayern und Österreicher zunächst durch Angriffe der französischen Kavallerie unter Doumerc aufgehalten. Bei ihrem Einmarsch in Morvilliers bemerkten die Bayern das der Ort bereits verlassen war und sich Marmont von dort zurückgezogen hatte.

### Die Eroberung von La Giberie und Petit-Mesnil durch die Württemberger
Die Württemberger waren durch die Rückeroberung von La Giberie durch die französische Division Forestier des II Korps in eine ungünstige Lage geraten. Zwar waren sie zahlenmäßig den Franzosen überlegen, konnten sich aber nicht schnell genug aus dem unwegsamen Talgrund vor La Giberie heraus in das Gefecht bringen. Insbesondere fehlte es ihnen bis auf eine schwache berittene Batterie vollständig an Artillerie, während die Franzosen hinter La Giberie an der Straße nach Petit-Mesnil eine große Zahl von Geschützen wirkungsvoll zum Einsatz bringen konnten. Als weitere württembergische Infanterie herankam, begann der Kampf um das kleine Dorf erneut. Blücher hatte, auch um den Zaren zu beruhigen, seinen persönlichen Adjutanten Nostitz zu den Württembergern gesandt. 

Dieser traf südlich von Petit-Mesnil auf die 2.000 preußischen Reiter des Prinzen Biron von Curland, die er aufforderte, in direkten Angriff gegen die Straße nach La Giberie die von dort feuernden französischen Geschütze zum Schweigen zu bringen. Dieser Angriff wurde sofort mit Erfolg durchgeführt und brachte den Württembergern die benötigte Entlastung. Gegen 16:00 Uhr war La Giberie nach zweistündigem Kampf wieder vollständig in der Hand der Württemberger und die französische Infanterie zog sich von dort nach Petit-Mesnil zurück. Der württembergische Kronprinz ließ auch dieses Dorf unverzüglich angreifen, und um 17:00 Uhr war auch dieser Ort von den Koalitionstruppen eingenommen.

### Der französische Gegenangriff
Die napoleonischen Truppen, deren Masse um La Rothière stand, gerieten nun in Gefahr, eingeschlossen zu werden. Napoleon führte den Gegenangriff zur Befreiung aus dieser Situation persönlich an. Er führte die Division Meunier der Jungen Garde und die Kavalleriedivision Lefebvre-Desnouettes gegen Chaumesnil und versuchte vergeblich den Ort wiederzugewinnen. Gleichzeitig verschob er die französische Kavallerie dahingehend, dass das Kavalleriekorps Milhaud unter dem Befehl von Marschall Grouchy die Stellungen nördlich der Straße nach Brienne, der Rest der Gardekavallerie unter Nansouty die Stellungen bei Petit-Mesnil und La Rothière schützen sollten.
Zur selben Zeit ordnete Napoleon einen weiteren Angriff auf La Rothière an: Die Division Rottembourg der Jungen Garde ging dort unter dem Befehl von Marschall Oudinot vor. Oudinot befahl der Brigade Marguet mit drei Spitzen in den Ort einzudringen, von denen auch zwei bis in die Mitte des Dorfes gelangten, wo sie auf die Russen des Korps Olsufiew trafen und schnell wieder zurückgedrängt wurden. Zu diesem Zeitpunkt sendete Oudinot auch die zweite Brigade Charrière in den Ort und es entspann sich ein stundenlanger blutiger Häuserkampf bis in die vom Feuer der brennenden Häuser erhellte Nacht hinein, der erst gegen 19.00 Uhr zugunsten der Koalitionstruppen entschieden wurde, als endlich die zweite russische Grenadierdivision unter Paskiewitsch und die österreichische Brigade Grimmer des Korps Gyulay zur Verstärkung eintrafen, und es der Reiterei der Württemberger, Bayern, Österreicher und Preußen gelang, zwischen Chaumesnil und Petit-Mesnil die Franzosen zurückzudrängen und viele ihrer Geschütze zu erobern. Ein weiterer erfolgreicher Kavallerieangriff auf französische Artillerie des Korps Marmont gelang Bayern und Württembergern nördlich von Chaumesnil. Um 21:00 Uhr verließ Napoleon selbst das Gefechtsfeld und begab sich wieder auf das Schloss Brienne.

Stellung der Truppen um 20:00 Uhr nach Petre

### Die Einnahme von Dienville
Am späten Abend war die Lage vor Dienville, das die französischen Truppen hartnäckig und erfolgreich verteidigt hatten, noch immer unverändert. Fürst Schwarzenberg war hiervon so beeindruckt, dass er einen Kurier zu dem österreichischen General Colloredo in Vendeuvre-sur-Barse sandte mit dem Befehl, am nächsten Tage mit seinem Korps unverzüglich zur Unterstützung nach Norden auf Dienville zu marschieren. Gegen Mitternacht verließen die Truppen Gérards aber auf Befehl Napoleons Dienville und zogen sich nach Brienne-la-Vieille zurück. General Gyulay erfuhr hiervon durch die Beobachtungen seiner Männer, die entlang der Aube patrouillierten und sahen, wie die zurückgehenden französischen Soldaten versuchten, ihre Verwundeten mitzunehmen, davon aber abließen, als sie die Nähe der österreichischen Truppen wahrnahmen. Nach Mitternacht konnte Dienville nun vom Korps Gyulay eingenommen und besetzt werden.

## Der nächste Tag

### Der Rückzug der französischen Armee

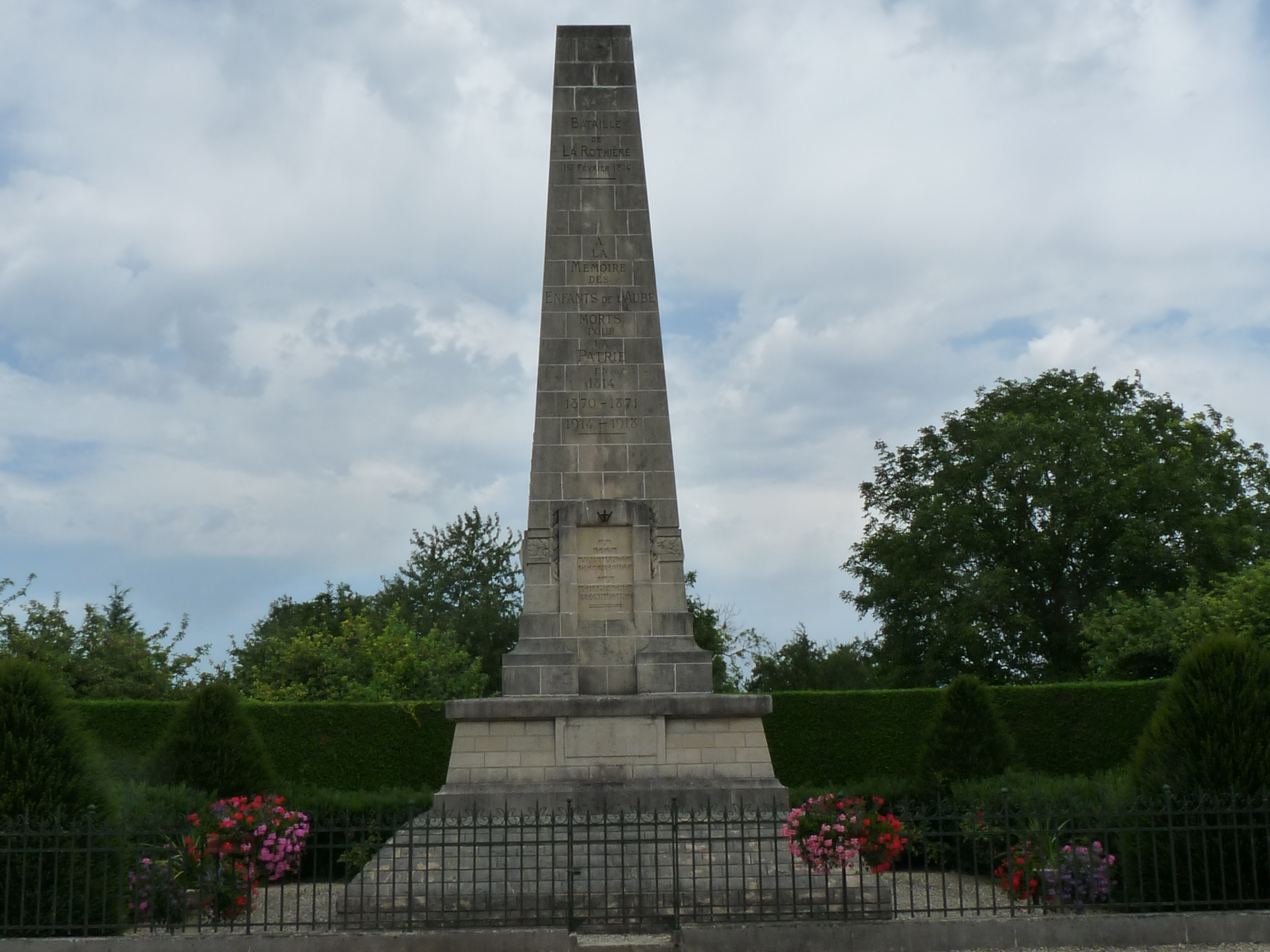
Gedenksäule für die Schlacht in La Rothiere

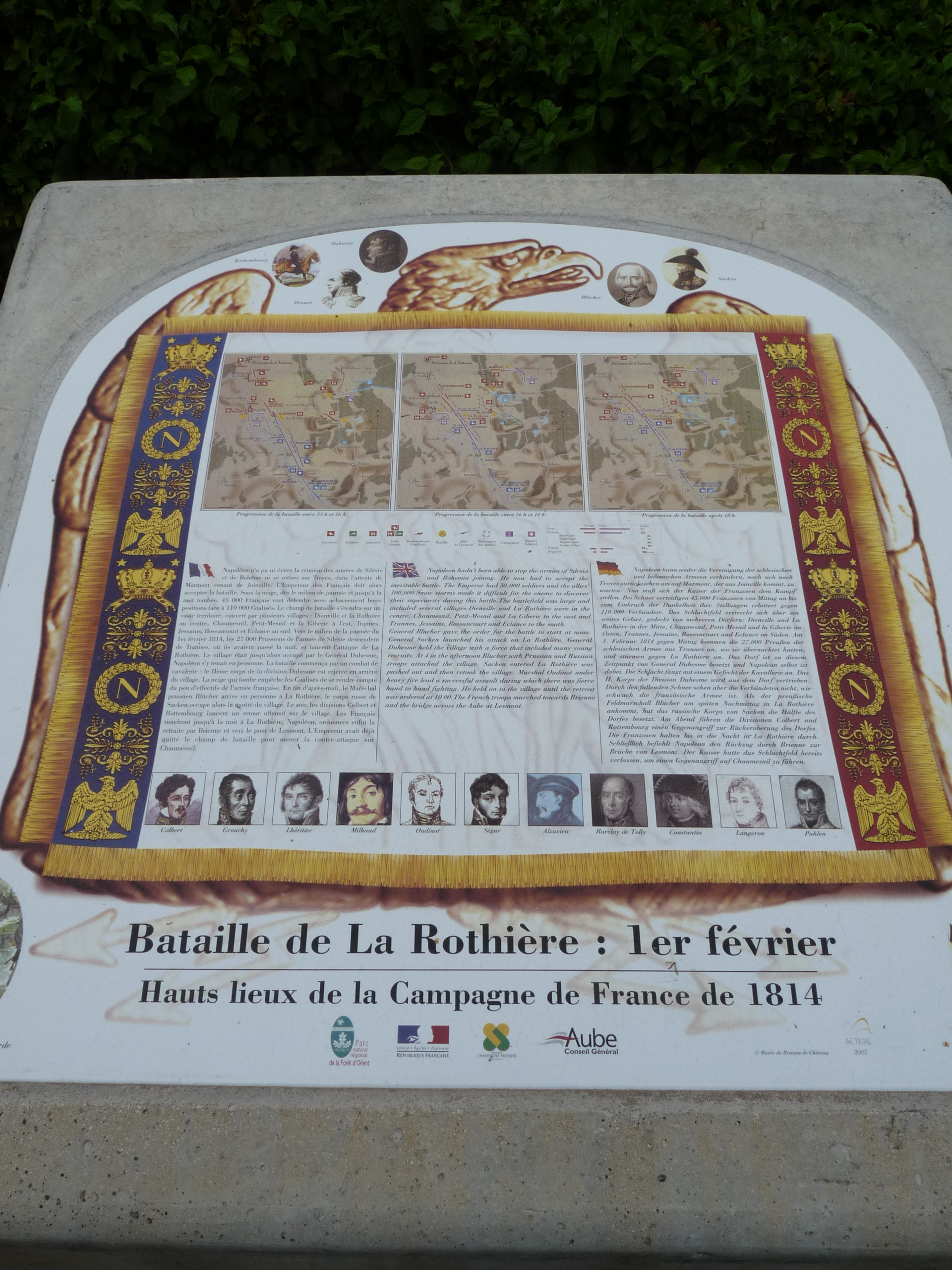
Gedenkstein für die Schlacht in La Rothière

Napoleon hatte sich um 21:00 Uhr abends auf das Château Brienne zurückgezogen und den Rückzug der französischen Truppen angeordnet. Er befahl, dass diese die Aube über die Brücke in Lesmont überqueren sollten, um dann in der Richtung auf Troyes abzuziehen. Die behelfsmäßige Wiederherstellung der Brücke in Lesmont war gerade abgeschlossen worden.
Napoléons Privatsekretär Agathon François Fain berichtet über das Befinden des französischen Kaisers:

„Napoleon war nicht ohne Angst, die Feinde könnten ihren Vorteil nutzen, angreifen und den Rückzug behindern. Jeden Moment machte er ängstliche Erkundigungen und stellte sich ans Fenster, wo er einen überlegenen Blick auf die Reihen der Biwakfeuer hatte.“

Um 23:00 Uhr – also noch vor der Eroberung von Dienville durch die Österreicher – trugen Kuriere Napoleons Befehle für den Rückzug zu den französischen Korps hinaus. Als erste sollte das Korps Gérard sich zurückziehen. Die zugehörige Division Ricard aber als einzige über die kleine Brücke westlich von Brienne-la-Vieille, die nach deren Übergang zerstört werden sollte. Als Nächstes sollte das Korps Ney mit den Divisionen Curial und Meunier folgen. Als drittes Kontingent hatte das Korps Victor mit der Division Rottembourg zurückzugehen. Den Rückzug zu sichern hatte die Gardekavallerie unter Nansouty, die verbliebene Schwere Artillerie sollte zum Schutz des Übergangs bei der Brücke von Lesmont zusammengezogen werden.

Nur für das Korps des Marschalls Marmont, das am weitesten im Osten stand, waren eigene Wege vorgesehen. Noch in der Nacht begannen die französischen Truppen abzuziehen. Die Koalitionstruppen folgten ihnen in dieser Nacht nicht. Am nächsten Morgen aber wurden die Korps des württembergischen Kronprinzen Wilhelm, des bayerischen Generals Wrede und des österreichischen Generals Gyulay angewiesen, nach den Franzosen zu suchen.Gyulay führte seine Truppen entlang dem rechten, östlichen Ufer der Aube auf Brienne-la-Vieille, wo diese auf die ersten Franzosen trafen, die sich ohne weiteren Widerstand zurückzogen. Bald darauf besetzten die Österreicher auch Brienne und das verlassene Château Brienne.

Kronprinz Wilhelm führte ab 8:00 Uhr morgens am 2. Februar 1814 ein großes Kontingent der Reiterei seines und des Bayerischen Korps von wenigstens 24 Escadrons und berittener Artillerie auf Brienne-le-Château zu. Dort kam es sogleich zu einem Duell der Geschütze mit der französischen Nachhut, die wieder große Schwierigkeiten hatte, ihre Kanonen aus dem schweren Boden zu ziehen und einige davon zurücklassen musste. Mittlerweile wurde von den Koalitionstruppen auch das Korps Marmont bemerkt, das sich zunächst bei Perthes-lès-Brienne aufgestellt hatte und sich nun nach Norden zurückzog, wobei es bei Rosnay über die Voire gehen musste, einem stattlichen Fluss, der durch sehr feuchtes sumpfiges Gelände nach Westen auf die Aube zufloss. Damals verzweigte sich dieser Fluss häufig und bildete bei Rosnay zwei Arme, die auf einer Doppelbrücke überschritten werden mussten. Nachdem das Korps Marmont übergesetzt hatte, nahmen die französischen Pioniere den hölzernen Brückenbelag weitgehend ab, so dass diese Brücke wenigstens für Kavallerie und Artillerie zunächst unbrauchbar war.

### Das Gefecht bei Rosnay am 2. Februar 1814

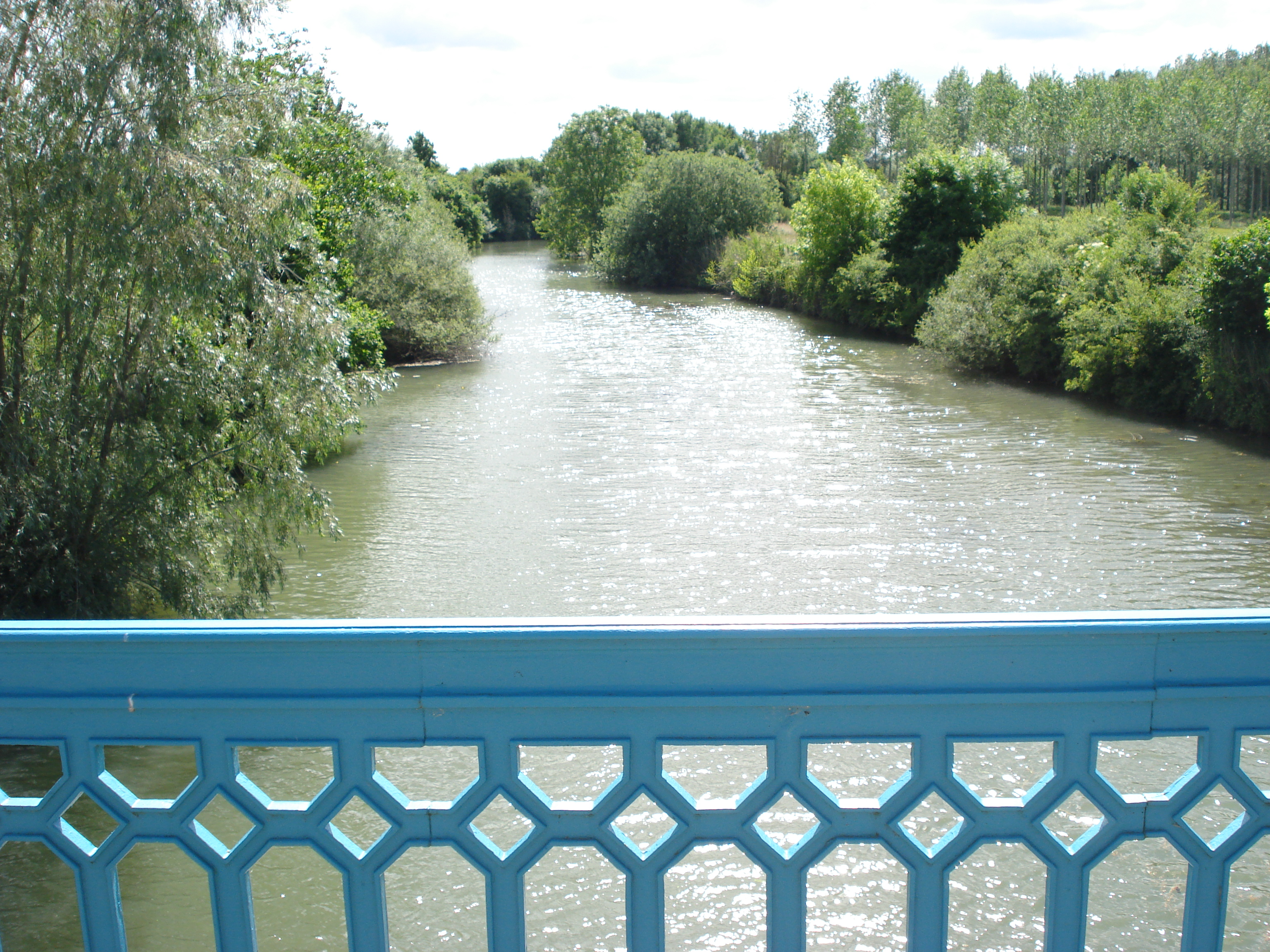
Die Voire bei Rances etwas oberhalb von Rosnay

Als im Hauptquartier der Koalitionstruppen ein erster Überblick über die Bewegungen der französischen Armee gewonnen war, ordnete Feldmarschall Fürst Schwarzenberg an, dass sich die verfolgenden Truppen zu teilen hätten: Württemberger und Österreicher sollten auf Lesmont nachfolgen, das bayerische Korps Wrede aber dem französischen Korps Marmont über die Voire folgen. Das Korps Wrede geriet daraufhin trotz großer zahlenmäßiger Überlegenheit in Schwierigkeiten. Marmont hatte die ihm noch zur Verfügung gebliebene Artillerie und seine Truppen geschickt positioniert und wies Versuche der Bayern und Österreicher unter Wredes Kommando, mit starken Truppenkontingenten bei Rosnay die Voire zu überschreiten, so erfolgreich ab, dass diese erhebliche Verluste erlitten. Hierbei kam den Franzosen zugute, dass der Ort Rosnay nördlich des Flusses liegt und seine Häuser, insbesondere die Kirche, ihnen Schutz und Deckung boten. Weitere Versuche bayerischer Infanteristen, unter Umgehung der Brücke in Rosnay über die Voire zu kommen, scheiterten völlig. Das dünne Eis auf dem feuchten Gelände täuschte trügerisch festen Untergrund vor, wo die Männer einbrachen, versanken sie aber tief im sumpfigen Boden. Von denen, die es bis zur Voire schafften, ertranken nicht wenige im Fluss.

Eine kleine Brücke flussabwärts, westlich von Rosnay war unzerstört geblieben, doch konnten die französischen Soldaten unter persönlicher Führung Marmonts auch hier die Truppen des Korps Wrede zurückdrängen und jeden weiteren Übergang durch das Feuer von sechs Kanonen verhindern. Das Gefecht wurde von beiden Seiten des Flusses heftig geführt und verlief so unglücklich für die Koalitionstruppen, dass sich Schwarzenberg und die Monarchen von Russland und Preußen persönlich zum Ort des Geschehens begaben, ohne zunächst eine Entscheidung herbeiführen zu können. Endlich nach 4:00 Uhr nachmittags, schon in der Dämmerung, fanden österreichische Ulanen flussaufwärts weiter im Osten bei Rances eine Furt durch den Fluss, bedrohten dann die französischen Truppen von Norden und begannen sie einzuschließen. Marmont ordnete sofort den Rückzug an, der so geordnet und schnell vollzogen wurde, dass die nachsetzenden Koalitionstruppen im beginnenden Schneegestöber bald keine Spuren der Franzosen mehr fanden. Diese kamen aber in dieser Nacht noch bis Dampierre auf dem Wege nach Arcis-sur-Aube.

### Die Aktionen der österreichischen Korps Gyulay und des Kronprinzen Wilhelm von Württemberg
Auch das Korps des Kronprinzen Wilhelm wurde durch neu einsetzendes, heftiges Schneegestöber behindert. Gegen 15:00 Uhr stand es vor Lesmont und geriet dort in starkes französisches Artilleriefeuer, das es zu einem vorläufigen Rückzug zwang. Kronprinz Wilhelm beschloss, auf die Österreicher unter Gyulay zu warten, die gegen 16:00 Uhr heranzogen. Dann musste man aber feststellen, dass die Franzosen die Stunde genutzt hatten, um sich vollständig auf die linke, westliche Seite der Aube zurückzuziehen und danach die Brücke in Brand zu stecken. Dieses Ufer behaupteten die Franzosen bis zur Dunkelheit und hinderten die Koalitionstruppen durch Geschützfeuer daran, sich weiter zu nähern und die brennende Brücke zu löschen, deren Vernichtung den Korps der Böhmischen Armee in den nächsten Tagen erhebliche Probleme bereiten sollte. Die Teile der napoleonischen Truppen, die bei Lesmont die Aube überschritten hatten, erreichten in dieser Nacht noch Piney auf dem Wege nach Troyes.

### Die weiteren Bewegungen der Koalitionstruppen
Gegen 10:30 Uhr am Vormittag des 2. Februar 1814 traf ein Kurier im Hauptquartier des Fürsten Schwarzenberg auf dem Château Brienne ein, der meldete, dass das Gros des Korps Colloredo auf der linken Seite der Aube von Vendeuvre-sur-Barse kommend bei Dienville eingetroffen war in der Stärke von 29 Bataillonen und 12 Escadrons Reiterei. Schwarzenberg verfügte, dass dieses Korps auf Troyes zu marschieren hätte und erlaubte ihm nach erfolgreicher Einrede Colloredos, der den direkten Weg zu beschwerlich fand, zu diesem Zwecke auf demselben Wege, auf dem es gekommen war, nach Vendeuvre zurückzumarschieren. Am gleichen Tage marschierten aber auch die russischen und preußischen Garden, die noch immer ohne Verwendung bei Ailleville standen, zunächst nach Bar-sur-Aube zurück.

Dort überschritten, sie die Aube und zogen sich ebenfalls weiter nach Vendeuvre zurück, wo sie in der folgenden Nacht mit dem Korps Colloredo zusammentrafen und den kleinen Ort übervölkerten. Bei Eclance fand man die russischen Kürassier-Divisionen wieder, die dort vergeblich einen Weg nach Norden suchten. Wer sie dorthin gesandt hatte, blieb im Dunkeln. Die russischen Grenadiere, denen sich die Kürassiere anschlossen, zogen mittags ganz selbständig und ohne sich mit den anderen Korps abzustimmen über die Brücke bei Dienville und weiter bis Villiers-le-Brûlé auf der Straße, die über Piney nach Troyes führt. Dieses waren somit diejenigen Truppen der Koalition, die Napoleon am nächsten kamen.

### Die Konferenz auf dem Château Brienne

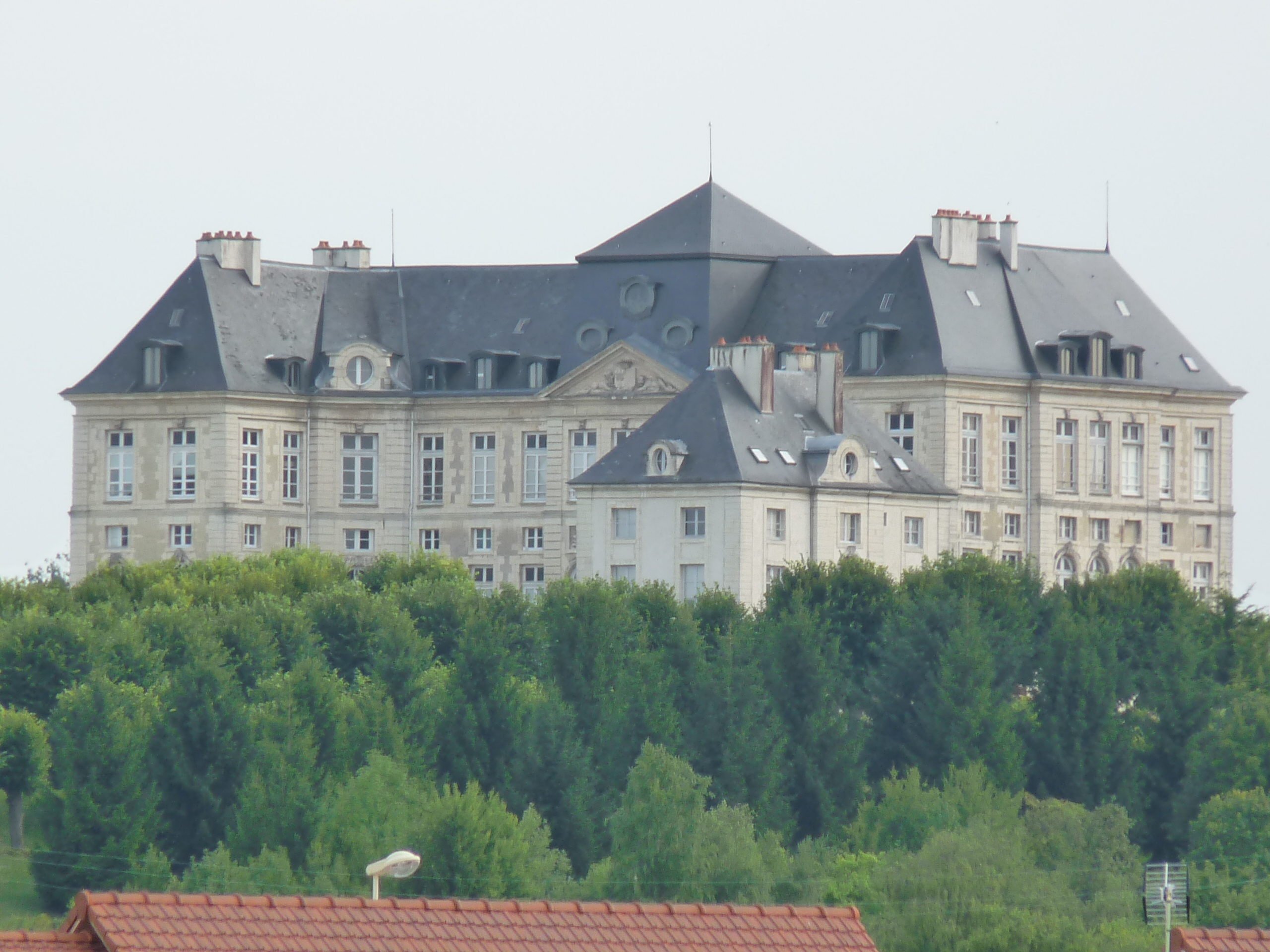
Château de Loménie de Brienne, erbaut 1770 bis 1778

Nach dem Gefecht bei Rosnay begaben sich die Monarchen, Fürst Schwarzenberg und Feldmarschall Blücher auf das Château Brienne, um die Lage zu beraten. Das Schloss befand sich in einem erbarmungswürdigen Zustand: Es hatte unter den Kampfhandlungen und seinen Besatzern schwer gelitten. Kaum ein Fenster war nicht zu Bruch gegangen. Die größten Schäden hatte aber die wertvolle Bibliothek und ihre alten Handschriften erlitten. Teile davon hatte man in den Kaminen verfeuert, andere zu den Fenstern hinausgeworfen, um den Wachmannschaften Material für ihre Biwakfeuer zu liefern. Diese Verluste waren endgültig.

Die Feldherren der Koalition einigten sich darauf, dass sich Schlesische Armee und die Böhmische Armee wieder trennen sollten. Ein wesentliches Argument dafür war die schlechte Versorgungslage der Truppen. Die Böhmische Armee sollte entlang der Seine, die Schlesische Armee nach Vereinigung mit allen ihren Korps weiter nördlich entlang der Marne und südlich davon gegen Paris vorgehen. Diese Trennung führte dazu, dass keine der beiden Armeen sich in den folgenden Wochen gegen die Napoleonische Armee durchsetzen konnte. Blücher begab sich mit den Korps Sacken und Olsufiew der Schlesischen Armee erst spät am Tage auf den Marsch, überschritt die Voire bei Rosnay, wo die Franzosen abgezogen waren, und nahm sein Quartier für die Nacht in Braux. Fürst Schwarzenberg, der Zar und der König von Preußen kehrten in ihre Quartiere in Bar-sur-Aube zurück.

## Nachwirkungen
Die französischen Truppen unter Führung Napoleons zogen sich in den nächsten Tagen nach Troyes zurück, das am 3. Februar 1814 erreicht wurde, und wo sich zwei Garde-Divisionen und eine Kavallerie-Division unter dem Befehl von Marschall Mortier bereits befanden. Die Niederlage bei La Rothiere war ein schwerer Rückschlag. Jetzt konnte er nur noch auf einige Truppen aus Spanien und vielleicht auf die verspätete Ankunft von Eugen aus Italien hoffen, um ein Ablenkungsmanöver in der verbündeten Nachhut zu starten; und da diese sich kaum an der Verteidigung von Paris beteiligen konnten, musste er seine Hauptstadt aufgeben und sich ihnen im Süden Frankreichs anschließen, wenn er sie einsetzen wollte. In Italien hatte sich Murat gegen Napoleon ausgesprochen. Antwerpen stand kurz vor der Belagerung durch Bülow, der von Grahams englischer Division unterstützt wurde; der Herzog von Weimar näherte sich Belgien mit fünfundzwanzigtausend Mann, was es Bülow ermöglichen würde, sich von den anderen Truppen zu lösen und von Norden her nach Frankreich einzudringen.

## Auflistung der beteiligten Truppen

### Die französischen Truppen

#### Infanterie
- Die Junge Garde unter Marschall Ney
  - Infanterie-Division Meunier
    - Brigade Lacoste
    - Brigade Rousseau

  - Infanterie-Division Decouz[A 11]
    - Brigade Petit
    - Brigade Bigarr

  - Infanterie-Division Rottembourg unter dem Befehl von Marschall Oudinot
    - Brigade Marguet[A 12]
    - Brigade Charrière
- 2e corps d'armée General Victor
  - Infanterie-Division Duhesme
  - Infanterie-Division Forestier
- 11e corps d'armée General Gérard
  - Infanterie-Division Dufour
  - Infanterie-Division Ricard
    - Brigade Boudin de Roville
    - Brigade Pelleport

  - Brigade Leichte Kavallerie Picquet
- 4e corps d'armée Marmont
  - Infanterie-Division Lagrange
    - Brigade Joubert
    - Brigade Fournier

  - Kavallerie-Division Doumerc

#### Kavallerie
- Das Kavallerie-Korps Milhaud unter dem Befehl von Marschall Grouchy
  - Kavallerie-Division L’Héritier
    - 2 Dragoner-Brigaden

  - Kavallerie-Division Briche
    - 2 Dragoner-Brigaden

  - Leichte Kavallerie-Division Rosnyvinen
    - eine gemischte Brigade aus Husaren und Chasseurs
- Kaiserliche Garde-Kavallerie unter Nansouty
  - 1. Garde-Kavallerie-Division Colbert, darunter die polnischen Ulanen
  - 2. Garde-Kavallerie-Division Lefebvre-Desnouettes[A 13]
  - 3. Garde-Kavallerie-Division Laferrière-Lévèsque
- Die Reiter der Ehrengarde unter Defrance

### Die österreichischen Truppen der Böhmischen Armee
- Das Korps Gyulay
  - Division Hohenlohe-Bartenstein
    - Brigade Hecht
    - Brigade Spleny
    - Brigade Grimmer

  - Division Fresnel
    - Brigade Pfluger
    - Brigade Czollich

### Die württembergischen Truppen der Böhmischen Armee
- Das Korps der Kronprinzen Wilhelm von Württemberg
  - Kavallerie-Division Adam von Württemberg
    - Brigade Walsben
    - Brigade Jett

  - Infanterie-Division Koch
    - Brigade Döring
    - Brigade Hohenlohe

  - Infanterie-Division Franquemont
    - Brigade Stockmayer
    - Brigade Misany

### Die bayerisch-österreichischen Truppen der Böhmischen Armee
- Das Korps Wrede und Frimont
  - Das österreichische Korps Frimont
    - Kavallerie-Division Hardegg
    - Infanterie-Division Spleny

  - Das Bayerische Korps Wrede[A 14]
    - Division Rechberg
    - Division Beckert
    - Division La Mothe

### Die russischen Truppen der Böhmischen Armee
Unter dem Oberbefehl des Großfürsten Konstantin, dem Bruder des Zaren, wurden die russischen Truppen und preußischen Garden geführt von General Barclay de Tolly und Graf Miloradowitsch. Ihnen unterstanden unmittelbar die Reserve-Artillerie, die Pioniere und Pontoniere.

#### Die Garde-Grenadiere
- Das Garde-Grenadier Korps unter Rajewski
  - Grenadier-Division Tschoglikow
  - Grenadier-Division Paskiewitsch

#### Die Garde-Kürassiere
- Das Garde-Kürassier Korps unter Fürst Golitzyn
  - Kürassier-Division Depreradowitsch
    - Preußische Garde-Kavallerie in Brigadestärke

  - Kürassier-Division Kretow
  - Kürassier-Division Duca
  - Leichte Kavallerie-Division Oscherowski

#### Die russischen und preußischen Garden
- Garde-Korps unter Jermolow
  - russische Garde-Division Baron Rosen[A 15]
  - preußische Garde-Division Alvensleben
  - russische Garde-Division Udom I

### Die russischen Truppen der Schlesischen Armee
- Das Korps Sacken
  - Infanterie-Korps Graf Liewen
    - Infanterie-Division Sass
    - Infanterie-Division Stzawitzki

  - Infanterie-Korps Graf Schtscherbatow
    - Infanterie-Division Tallisin
    - Infanterie-Division Bernodossow

  - Kavallerie-Korps Wassiltschikow
    - Kavallerie-Division Lanskoi (Husaren)
    - Kavallerie-Division Panschulitsew (Dragoner)
    - Berittene Artillerie
- Das Korps Olsufiew[A 16]
  - Infanterie-Division Udom II
  - Infanterie-Division Karnielow

### Die preußischen Truppen der Schlesischen Armee
- Das Kavallerie-Korps des Prinzen Biron von Curland
- Die Stabswache Blüchers